# シレムン
シレムン（Širemün、? - 1252年?）は、モンゴル帝国の皇族。第2代モンゴル皇帝（カアン）オゴデイの三男のクチュの子。『集史』などのペルシア語表記では شيرامون Shīrāmūn、『元史』などでの漢字表記は失烈門、昔列門太子。シラムンとも。

## 概要
父のクチュはオゴデイから後継者として期待されていたが、1236年2月に南宋攻略の途上で陣没した。このためシレムンがクチュの後を継ぎ、オゴデイより後継者に任ぜられていたが、1241年にオゴデイが死去すると、若年で後ろ盾もなかったシレムンには力がなかったため、伯父のグユクが第3代を継いだ。
しかしグユクの治世が短命に終わると、第4代カアンを決定するクリルタイでトルイ家の当主モンケとシレムンが位を争うことになった。グユクの皇后だったオグルガイミシュが遣わした使者はかつてシレムンがオゴデイより後継者に任ぜられたことを持ち出し、シレムンこそが次代のカアンとなるべきであると主張した。これに対し、トルイ家のモゲは「オゴデイ・カアンの命に誰が逆らおうか？しかし以前のクリルタイで［太宗が後継者に定めたシレムンではなく］グユクをカアンに立てたのはドレゲネらであって、すなわち最初にオゴデイ・カアンの命に逆らったのは汝ら［オゴデイ家の人物］である。今になってどうして［シレムン以外の者を立てることを］咎められるというのか？」と反駁し、オゴデイ家側の人物はこれに全く反論できず結果としてモンケが第4代を継いだ。
しかし、モンケの即位に不満を抱いたシレムンは、グユクの長男のホージャ・オグルやオグルガイミシュらと共謀してモンケの暗殺を謀ったが、機先を制されてモンケに捕らえられた。しかもシレムンの後見人だった人物がモンケに寝返って計画の全てを自供したため、モンケの報復によりオグルガイミシュらは死刑となる。シレムンはモンケの弟のクビライと仲が良かったため、クビライの助命嘆願により一時的に華北に追放されたが、やがて禍根を恐れたモンケが侍臣のヤラワチの進言を受けたことにより、毛布に包まれて河に投げ込まれる方法で処刑された。

## 子孫
ペルシア語系図資料『五族譜』、『元史』宗室世系表、諸王表などによると、シレムンにはブラドチ（ پولادچى Būlādchī 孛羅赤大王）という息子がひとりおり、さらにクビライによって至元27年にブラドチの息子のカダイ（ قادای Qādāī 哈歹）は靖遠王に封じられている。また、カダイの弟のアルグイ（ الغوی Ālghūī 阿魯灰）も襄寧王に封じられており、カダイの息子のイェスブゲン？（也速不干）も襄寧王に封じられている。
『元史』ではブラドチはシレムンの息子として記されているが、『集史』オゴデイ・カアン紀諸子表ではブラドチはシレムンの弟と述べている。『五族譜』はクチュにはシレムン、ブラドチ、ソセの三人の息子がいたと書かれていて、シレムンの息子以外にももうひとりブラドチというシレムンの弟がいるという、両論併記の立場をとっている。

## クチュ王家
- オゴデイ・カアン(Ögödei Qa'an,窩闊台/ اوگتاى قاآن Ūgtāī Qā'ān)
  - クチュ太子(Küčü ＞闊出/kuòchū,کوچو/Kūchū)
    - シレムン太子(Širemün ＞昔列門/xīlièmén,شيرامون/Shīrāmūn)
      - ブラドチ大王(Buladči ＞孛羅赤/bóluochì,بولاوجی/Būlādchī)
        - クンジ(Qunǰi ＞قونجیQūnjī)
        - 靖遠王カダイ(Qadai ＞哈歹/hādǎi,قادای/Qādāī)
        - 襄寧王アルグイ(Aluγui ＞阿魯灰/ālǔhuī,القوی/Ālghūī)
        - サドル(Sadur ＞سادور/Sādūr)

    - ブラドチ大王(Buladči ＞孛羅赤/bóluochì,بولاوجی/Būlādchī)
    - ソセ大王(Söse ＞小薛/xiǎoxuē,سوسه/Sūse)